# 野呂元丈

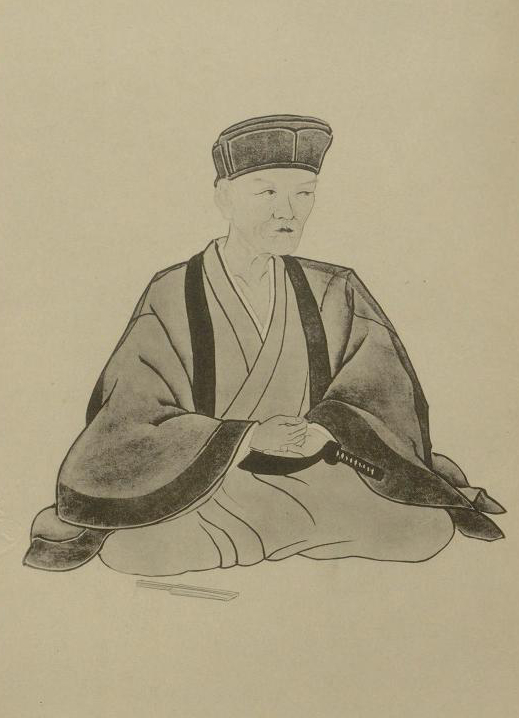
藤浪剛一『医家先哲肖像集』より野呂元丈

野呂 元丈（のろ げんじょう、元禄6年12月20日〈1694年1月15日〉- 宝暦11年7月6日〈1761年8月6日〉）は、江戸時代中期の本草学者。日本における蘭学の先駆者とされる。本姓は高橋、名は実夫。通称は源次。連山と号す。高橋善太郎の子。野呂三省の養子。

## 経歴
伊勢国多気郡波多瀬村（現在の多気町波多瀬）に生まれる。20歳のとき、京都に出て、医学を山脇玄修、儒学を並河天民、本草学を稲生若水に学ぶ。享保5年（1720年）江戸幕府の命で、諸国の薬草を採取する。当時の将軍徳川吉宗は西洋の学問のうち、実用的なものについては禁を緩め導入を図ったが、この吉宗の命を受けて青木昆陽とともに蘭語を学ぶ。さらに江戸参府中のオランダ人からドドエンスの本草書の存在を聞いて、日本最初の西洋博物学書ともいうべき『阿蘭陀本草和解』を著した。またヨンストンの『鳥獣虫魚図譜』の抄訳『阿蘭陀畜獣虫魚和解』も著した。墓所は生前墓碑を建立した泉岳寺。
大正13年（1924年）、正五位を追贈された。

## 元丈の里
野呂元丈の功績を讃え、出身地の三重県多気郡多気町波多瀬に｢元丈の館」という記念館が2000年（平成12年）に設置された。隣接して、中山薬草薬樹公園も整備され、合わせて「元丈の里」と称されている。